# Micromeria croatica
Micromeria croatica là một loài thực vật có hoa trong họ Hoa môi. Loài này được (Pers.) Schott mô tả khoa học đầu tiên năm 1857.

## Hình ảnh

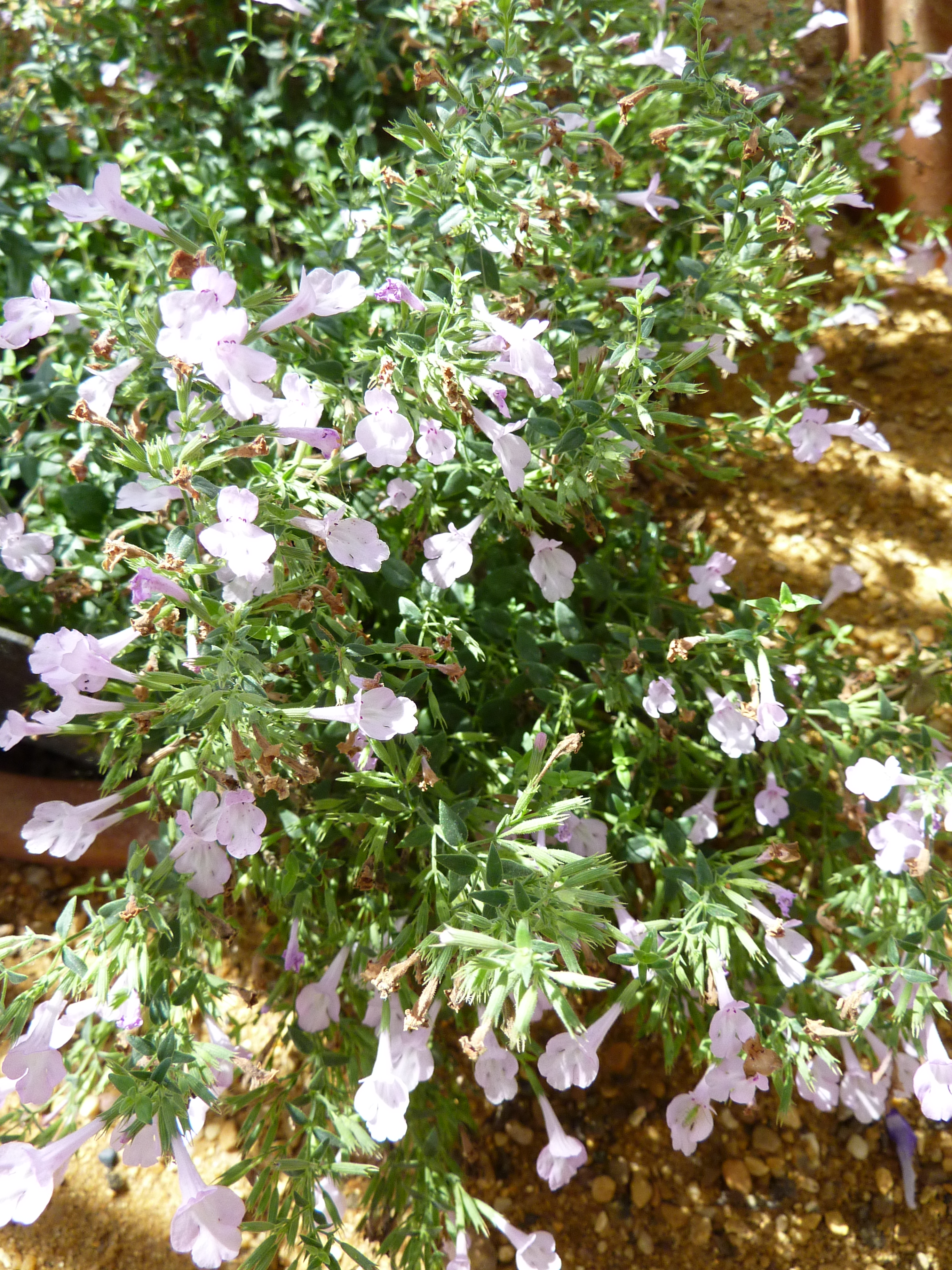